# Bangor City Football Club
O Bangor City é um clube de futebol semi-profissional do País de Gales fundado em 1876. O Bangor City já venceu dois campeonatos e seis taças do País de Gales, tendo participado por diversas vezes na Taça UEFA e na Taça das Taças.
Em 1962, na Taça das Taças, após perder por 3-1 fora, fez história ao derrotar o Napóles em casa por 2-0. Acabaria por perder a eliminatória por 2-1 num terceiro jogo de play-off. Mais recentemente jogou com o Club Sport Marítimo na 3 pré-eliminatória da Liga Europa da UEFA e perdeu os dois jogos por 8-2 (fora) e 2-1 (casa).